# Mostafa Ahmadi Roschan

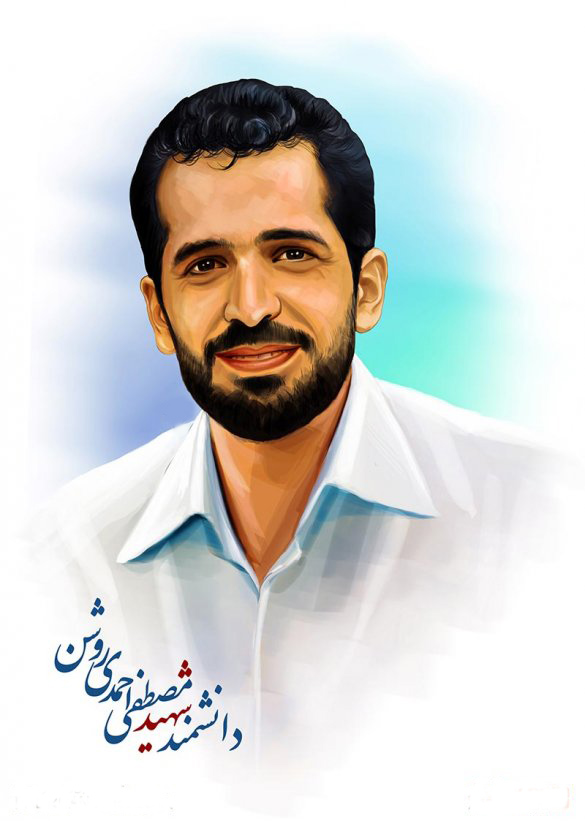
Heroisierende Darstellung von Mostafa Ahmadi Roschan

Mostafa Ahmadi Roschan (* 8. September 1979 in Teheran; † 11. Januar 2012 ebenda) war ein iranischer Chemiker.

## Leben
Roschan, geboren 1979 in Teheran, war Professor an der Scharif-Universität für Technologie, an der er auch studiert hatte und ein Direktor (Abteilungsleiter) der Urananreicherungsanlage in Natanz. Er soll dort der stellvertretende Leiter für kaufmännische Angelegenheiten gewesen sein.
Er war Spezialist für Polymer-Membrane bei der Urananreicherung in Gasdiffusionsanlagen.

## Tod
Am 11. Januar 2012 töteten Unbekannte auf einem Motorrad Mostafa Ahmadi Roschan mittels eines magnetischen Sprengsatzes an seinem Auto des Typs Peugeot 405. Dabei wurden zwei weitere Personen verletzt, von denen eine -der Fahrer des Wagens- später ihren Verletzungen erlag. Die iranische Regierung beschuldigte den israelischen Geheimdienst Mossad und die Vereinigten Staaten des Mordes und stellten einen Zusammenhang zu ihrem Atomprogramm her. Der iranische Sicherheitsbeamte Safar Ali Baratlu erklärte, dass die verwendete Bombe den für die Anschläge auf den Teilchenphysiker Massud Ali-Mohammadi und den Atomforscher Madschid Schahriari verwendeten Sprengsätzen ähnelte. Auch in westlichen Medien wurde Roschans Ermordung mit der Anschlagserie auf iranische Nuklearexperten in Verbindung gebracht, die am 12. Januar 2010 mit Massud Ali-Mohammadi begann. In der Folge versandte die iranische Regierung eine diplomatische Protestnote an die Regierung der Vereinigten Staaten und Großbritanniens. So hätte der CIA die Attentäter unterstützt und die britische Regierung habe eine „offensichtliche Rolle“ gespielt, die sich mit „Beweisen und vertrauenswürdigen Informationen“ belegen ließe. Am 16. Januar 2012 erfolgten erste Festnahmen.
Ahmadi-Roschan wurde am 13. Januar 2012 beerdigt.